# Алексеев, Иван (дьяк, 1680)
Ива́н Алексе́ев (конец XVII века) — подьячий, затем дьяк Русского царства дьяк в правление царей Фёдора Алексеевича и Петра Великого и царевны Софьи Алексеевны.

## Биография
Ранняя биография неизвестна. Впервые упоминается 30 января 1680 года в качестве подьячего Новгородского приказа. 16 марта 1682 года и 22 июня 1687 года упоминается как подьячий Приказа Большой казны. 31 мая 1696 года, 17 июля 1698 года и 31 января 1700 года упоминается в качестве дьяка Пушкарского приказа. Дальнейшая биография неизвестна.